# Ludwig III. (Ostfrankenreich)

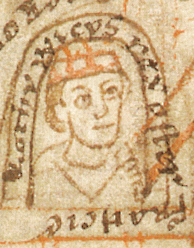
Darstellung von Ludwig dem Jüngeren auf einer Stammtafel der Karolinger aus dem 12. Jahrhundert.

Ludwig III. der Jüngere (* um 835; † 20. Januar 882 in Frankfurt am Main) aus dem Geschlecht der Karolinger war von 876 bis zu seinem Tod König des Ostfrankenreiches.

## Leben
Ludwig war zweiter Sohn Ludwigs des Deutschen und dessen Gemahlin Hemma aus dem Geschlecht der Welfen. Bei der Reichsteilung 843 wurde seinem Vater das größte ostfränkische Teilreich zugewiesen, bestehend aus Franken, Sachsen und Thüringen.
Ludwig der Jüngere stieß zu Beginn des Jahres 854 im Rahmen einer Expansion seines Vaters ins Westfrankenreich mit einem Heer aus Thüringern, Alemannen und Baiern bis nach Limoges vor. Ein Kampf mit dem westfränkischen Heer Karls des Kahlen blieb aber aus. Ludwig der Jüngere fand in Aquitanien nur wenig Unterstützung, worauf er und sein Vater in Verhandlungen einlenkten.
865 oder 866/67 entschied Ludwig der Deutsche, dass nach seinem Tod sein Sohn Karlmann Baiern und die östliche Mark, Ludwig der Jüngere die fränkischen Gebiete und Thüringen sowie Sachsen und dessen Bruder Karl III. Alemannien mit Churrätien erhalten solle. 870 kam mit dem Vertrag von Meerssen auch das östliche Lotharingien unter die Herrschaft Ludwigs des Deutschen. In den ihm zugewiesenen Gebieten übernahm Ludwig der Jüngere nach seines Vaters Tod 876 mit seinen Brüdern die Herrschaft im Ostfrankenreich.

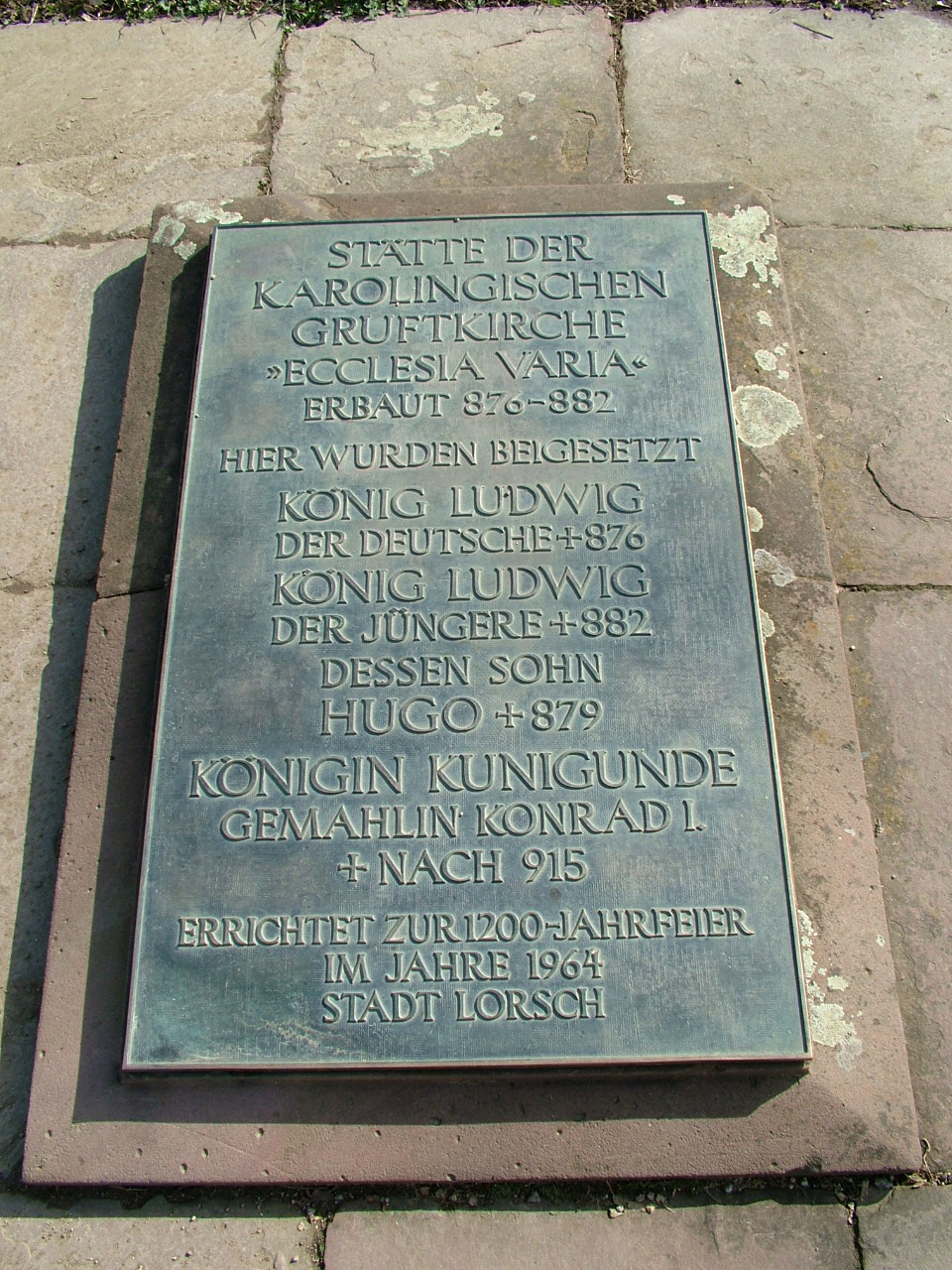
Gedenktafel am Ort der Ecclesia varia in Lorsch

In der Schlacht bei Andernach am 8. Oktober 876 verteidigte er seinen Anteil Lotharingiens und schlug den westfränkischen König Karl den Kahlen. Er beendete dessen Expansionsversuche nach Lotharingien.
Mit den Enkeln Karls des Kahlen, Ludwig III. und Karlmann, kam es 880 zum Vertrag von Ribemont, durch den Ludwig auch die Herrschaft über das westliche Lotharingien erhielt. Nach dem Tode seines Bruders, des baierischen Königs Karlmann 880 bekam Ludwig außerdem die Herrschaft über das frühmittelalterliche Königreich Bayern.
Ludwigs Verlöbnis mit der Tochter des Seneschalls Adalhard wurde 865 auf Druck seines Vaters wieder aufgelöst. Er heiratete vor dem 29. November 874 in Aschaffenburg Liutgard von Sachsen († 17. oder 30. November 885), eine Tochter des Grafen Liudolf aus dem Haus der Liudolfinger.
Ludwig und Liutgard hatten zwei Kinder, Ludwig (* um 877; † 879) und Hildegard (* 878/881; † nach 895), die 895 wegen einer Verschwörung gegen König Arnulf ins Kloster Frauenchiemsee verbannt wurde. Darüber hinaus hatte Ludwig III. einen unehelichen Sohn namens Hugo (* um 855/860; † 879), der bei Thiméon gegen die Normannen fiel und zunächst im Kloster Lorsch beigesetzt wurde.
Ludwig III. der Jüngere hatte keinen ihn überlebenden männlichen Nachkommen, daher fiel nach seinem Tod sein Herrschaftsgebiet an seinen Bruder Karl III. den Dicken, ostfränkischer Teilkönig in Alemannien, italienischer König und Kaiser. Ludwig wurde im Kloster Lorsch begraben.

## Bewertung
Da er die ab 879 wieder beginnenden Wikingereinfälle nicht wirksam hatte unterbinden können, bezeichnete der westfränkische  Erzbischof Hinkmar von Reims ihn in seinen Annalen als „unfähigen König“. Letztlich hat Ludwig der Jüngere aber durch seinen Sieg über Karl den Kahlen die Zugehörigkeit Lotharingiens und des Rheinlandes zum Ostreich sichergestellt, aus dem sich später das Heilige Römische Reich entwickelte. Die Grenze sollte sich bis ins Spätmittelalter kaum verändern.